# Siruela (kommunhuvudort)
Siruela är en kommunhuvudort i Spanien.   Den ligger i provinsen Provincia de Badajoz och regionen Extremadura, i den centrala delen av landet, 200 km sydväst om huvudstaden Madrid. Siruela ligger 519 meter över havet och antalet invånare är 2 218.
Terrängen runt Siruela är platt norrut, men söderut är den kuperad. Runt Siruela är det mycket glesbefolkat, med 6 invånare per kvadratkilometer. Närmaste större samhälle är Talarrubias, 17,3 km väster om Siruela. Omgivningarna runt Siruela är huvudsakligen savann.